# La momia (película de 1932)
La momia (título original: The Mummy) es una película de terror estadounidense de 1932 dirigida por Karl Freund y protagonizada por Boris Karloff, Zita Johann, David Manners y Edward Van Sloan.  

## Argumento
Un sacerdote del Antiguo Egipto llamado Imhotep (Boris Karloff) es resucitado cuando uno de los arqueólogos de la expedición que había descubierto su momia, lee en voz alta un papiro que se encontraba junto a ella, que era un conjuro para resucitarlo. Imhotep huye de los arqueólogos llevándose el pergamino que lo había resucitado, y se dirige a El Cairo buscando a la reencarnación de su antigua amada, la princesa Ankhesenamon, que había muerto antes que él. El sacerdote había sido sepultado vivo, como castigo, cuando había intentado resucitarla. Diez años más tarde, el arqueólogo Frank Whemple (David Manners), acompañado de Helen Grovesnor (Zita Johann) encuentra la tumba de la princesa con la ayuda de un misterioso egipcio, llamado Ardath Bey, que era realmente Imhotep asumiendo una apariencia normal. Helen Grovesnor resulta ser extraordinariamente parecida a la princesa, y Ardath Bey la rapta para sacrificarla y momificarla, para que de esta forma la princesa se una a él nuevamente. Ya durante la ceremonia, la muchacha recuerda su vida pasada y lee un papiro con una inscripción que era una oración dedicada a la diosa Isis, buscando salvar su vida. Cuando termina, el papiro arde por autocombustión y la momia de Imhotep se deshace y se convierte en polvo.

## Reparto
- Boris Karloff - Imhotep / Ardath Bey
- Zita Johann - Helen Grosvenor / "Princesa Ankhesenamon"
- David Manners -  Frank Whemple
- Arthur Byron -  Sir Joseph Whemple
- Edward Van Sloan -  Doctor Müller
- Bramwell Fletcher - Ralph Norton
- Noble Johnson - el Nubio
- Kathryn Byron -  Frau Muller
- Leonard Mudie -  Profesor Pearson
- James Crane -  el Faraón

## Secuelas y versiones

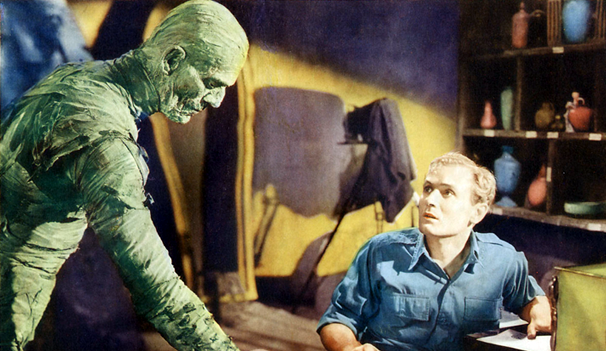
La momia (1932).

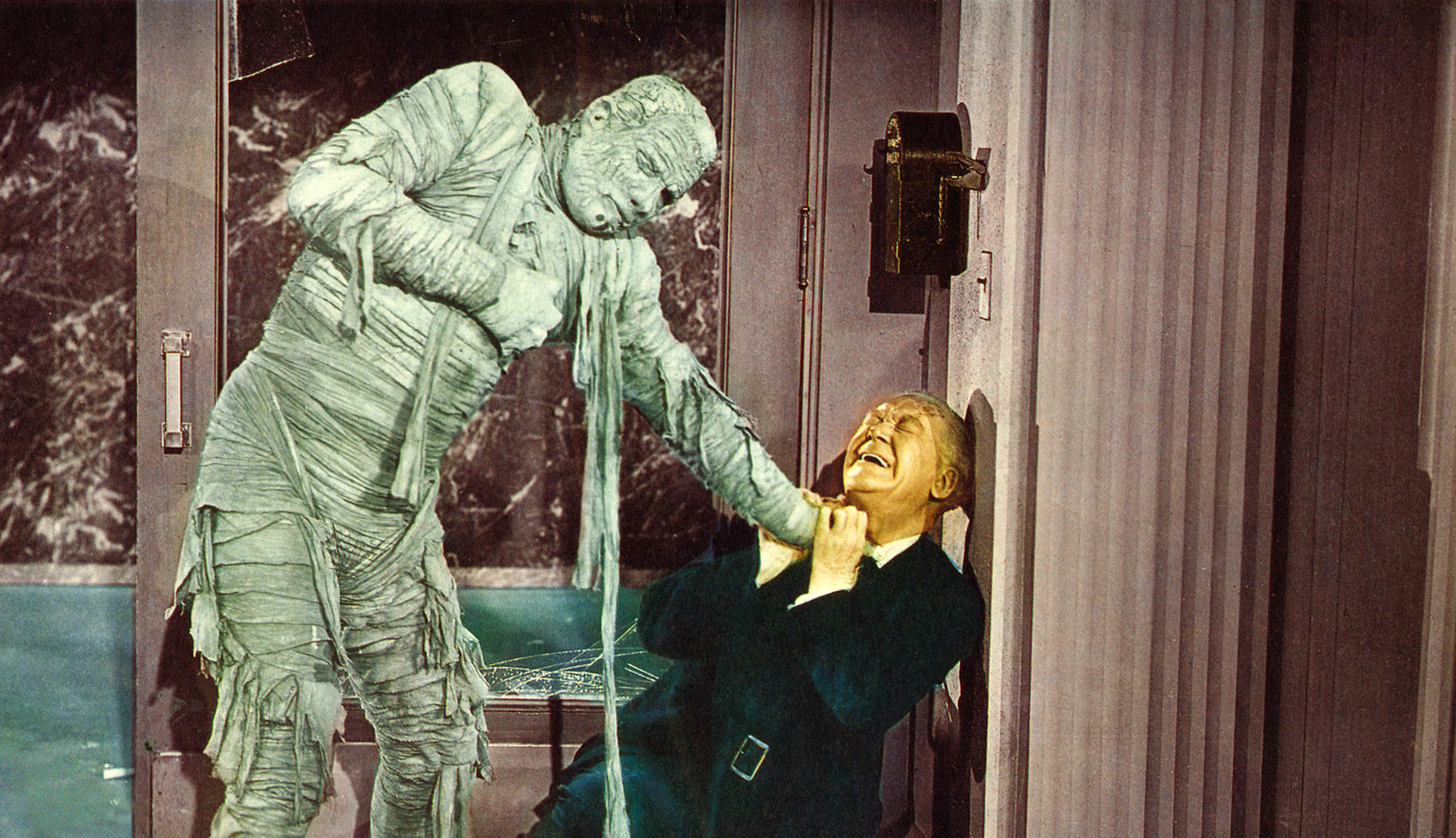
The Mummy's Ghost (1944).

A diferencia de las series de Frankenstein y Drácula, producidas también por Universal Studios,  La momia no tuvo secuelas oficiales. En 1940 produjeron una película de clase B llamada The Mummy's Hand, que sí tuvo cuatro secuelas: The Mummy's Tomb (1942), The Mummy's Ghost (1944), The Mummy's Curse (1944) y Abbott and Costello Meet the Mummy (1955). En estos filmes, la momia se llama Karis.
En las décadas de 1959 y 1960, la productora británica Hammer Film Productions retomó el tema, produciendo La momia, pero no basándose en el film original de 1932, sino en las secuelas The Mummy's Hand y The Mummy's Tomb, de Universal Studios. Se produjeron tres películas: The Curse of the Mummy's Tomb (1964), The Mummy's Shroud (1966) y Blood from the Mummy's Tomb (1971).
En la década de 1990, Universal Studios produjo La momia (1999), que retoma los personajes Imhotep y Ancksunamun, pero los desarrolla en una historia distinta. La película tiene dos secuelas: La momia regresa (2001) y La momia: la tumba del emperador Dragón (2007), y varios spin off: El Rey Escorpión (2002) y su secuela, The Scorpion King 2: Rise of a Warrior (2008).
En 2015 se estrena una película de bajo presupuesto titulada Frankenstein vs La Momia.
En 2017 se estrena The Mummy (en españolː La momia) es dirigida por Alex Kurtzman y escrita por Jon Spaihts. Se trata de un reinicio de la franquicia The Mummy y la primera entrega del reinicio del Universo Cinematográfico de Monstruos de la Universal. La película está protagonizada por Tom Cruise, Annabelle Wallis, Sofia Boutella, Jake Johnson, Courtney B. Vance y Russell Crowe.